# Уретани
Уретани (карбамати) — кристалічні речовини, що містять групу -N-C(O)O-.

## Опис
Органічна сполука — етиловий ефір (етилкарбамат) NH2COOC2Н5 з відносною густиною 0,9862, температура плавлення 48,5-50 °С, температура кипіння 184 °С, добре розчиняється у воді, під дією води здатний тверднути в результаті процесу поліприєднання (характеризуються високою реакційною здатністю щодо води).

## Синтез
Карбамні кислоти отримують з амінів:
R2NH + CO2 → R2NCO2H
Ці кислоти приблизно такі ж кислі як оцтова кислота. Іонізація протона дає карбаматний аніон, базу зв'язування карбамної кислоти:
R2NCO2H → R2NCO2- + H+
Карбамати також утворюються через гідроліз хлороформамідів і наступну естерифікацію:
R2NC(O)Cl + H2O → R2NCO2H + HCl
Карбамати також можуть утворюватися шляхом перегрупування Кертіса, де сформовані ізоціанати реагують з алкоголем.
RNCO + R'OH → RNHCO2R'

## Застосування

### Гірнича справа
Застосовуються як водоізоляційний матеріал у нафтових свердловинах.

### Консерватори і косметика
Йодопропініл бутилкарбамат є консерватором деревини та фарб і використовується в косметиці.

## Карбамати
Солі або естери карбінової  кислоти H2 NC(=O)OH або N-заміщених карбаматних кислот R2 NC(=O)OR' (R' = гідрокарбіл або катіон). 
Для естерів синонім — уретани.